# Keiji Haino
Keiji Haino (灰野 敬二; Chiba, 3 maggio 1952) è un chitarrista giapponese sperimentatore del rock d'avanguardia.
Folgorato dall'ascolto di gruppi come i Doors, Haino inizia la sua carriera negli anni settanta militando nel gruppo di rock psichedelico Lost Aaraaff. La sua carriera da solista inizia nel 1981 con l'album Watashi Dake/Only Me.
Il progetto considerato più "psichedelico" di Haino è stato Fushitsusha, avviato nel 1978 e che raggiunse la popolarità nei primi anni novanta, che vide la collaborazione di Yasushi Ozawa (basso), Maki Miura (chitarra), e Jun "Akui" Kosugi (batteria).
Raggiunge la popolarità nel 1993 con l'album Allegorical Misunderstanding dei Fushitsusha prodotto da John Zorn.